# Кикутакэ, Киёнори
Киёнори Кикутакэ (яп. 菊竹清訓 Кикутакэ Киёнори, 1 апреля 1928 года — 26 декабря 2011 года) — современный японский архитектор, один из основоположников движения метаболистов.

### Биография
Киёнори Кикутакэ родился 1 апреля 1928 года в городе Курумэ, префектура Фукуока. В 1950 он окончил Университет Васэда.
Кикутакэ был почетным членом Американского института архитекторов (AIA), академиком Международной академии архитектуры, советником и президентом Японского института макроинженерии, президентом Токийского общества архитекторов и строительных инженеров, член-корреспондентом Французской академии архитектуры.
Он был также наставником и работодателем нескольких важных японских архитекторов, таких как Тоё Ито, Сёдзи Уnи и Ицуко Хасэгава.
Киёнори Кикутакэ скончался в 2011 году.

### Творческий путь
Среди первых ярких проектов Киёнори Кикутакэ — концепция морского города Marine City Project и плавающая урбанистическая система Floating System.
В 1960 году проектами своего дома Sky House и синтоистская святыня Идзумо[уточнить], Кикутаке представил концепцию метаболистической архитектуры, подразумевавшую интеграцию традиции в современные конструкции.
«Скай-Хаус», или «Дом одной комнаты», — своеобразный манифест метаболизма, спроектированный и построенный за один год. Внутреннее пространство окружено круговой галереей. Главным в проекте является возможность регулировки, настройки дома как механизма. Здесь нет системы отопления и кондиционирования. Блоки детской, спальни, кухни сделаны передвижными и заменяемыми, так же, как и мебель. Проектом предполагалась со временем замена инженерных конструкций современными, максимально приспособленными к новому укладу жизни и составу семьи.
С начала 60-х годов Кикутакэ изучает проблему высокой плотности застройки городских центров и разрабатывает принципы проектирования высотных зданий, способных её решить. В реализованном проекте Habitat Кикутакэ воплотил некоторые принципы своих, казалось бы, фантастических концепций морских городов, сверхвысоких небоскребов и мегаструктур.

### Метаболизм в архитектуре
Метаболизм (фр. métabolisme от греч. μεταβολή — «превращение, изменение») — архитектурный стиль в градостроительстве и архитектуре середины XX в., представлявший альтернативу господствовавшей в то время в архитектуре идеологии функционализма. Зародилось в Японии в конце 50-х годов XX века (японские архитекторы Кэндзо Тангэ, Киенори Кикутакэ и др.). В основу теории метаболизма лёг принцип индивидуального развития живого организма (онтогенеза) и коэволюции.

## Работы
- 1958 — Скай Хаус, Токио
- 1958 — Морской Город
- 1960 — Metabolism

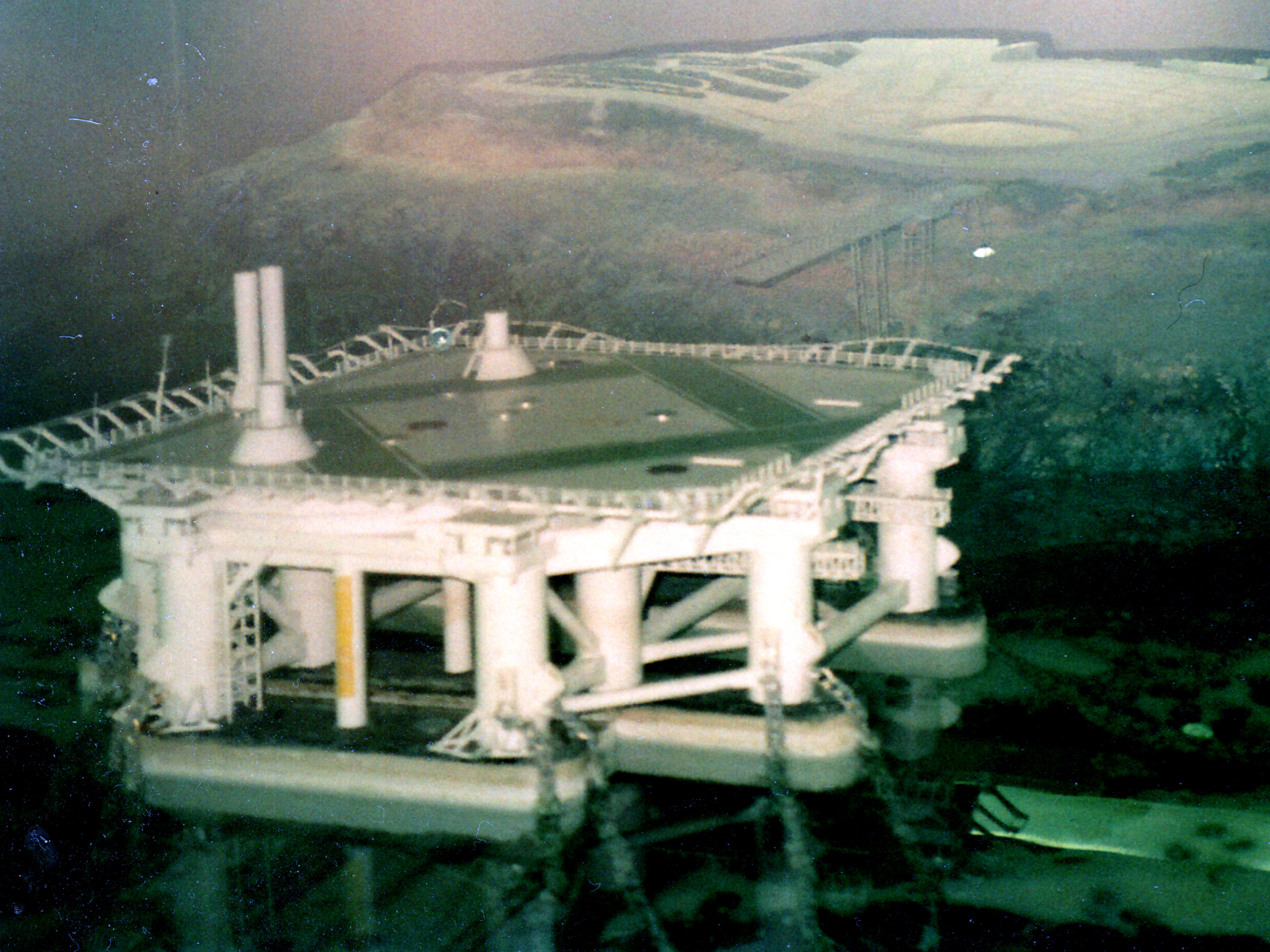
Модель «Морского города»

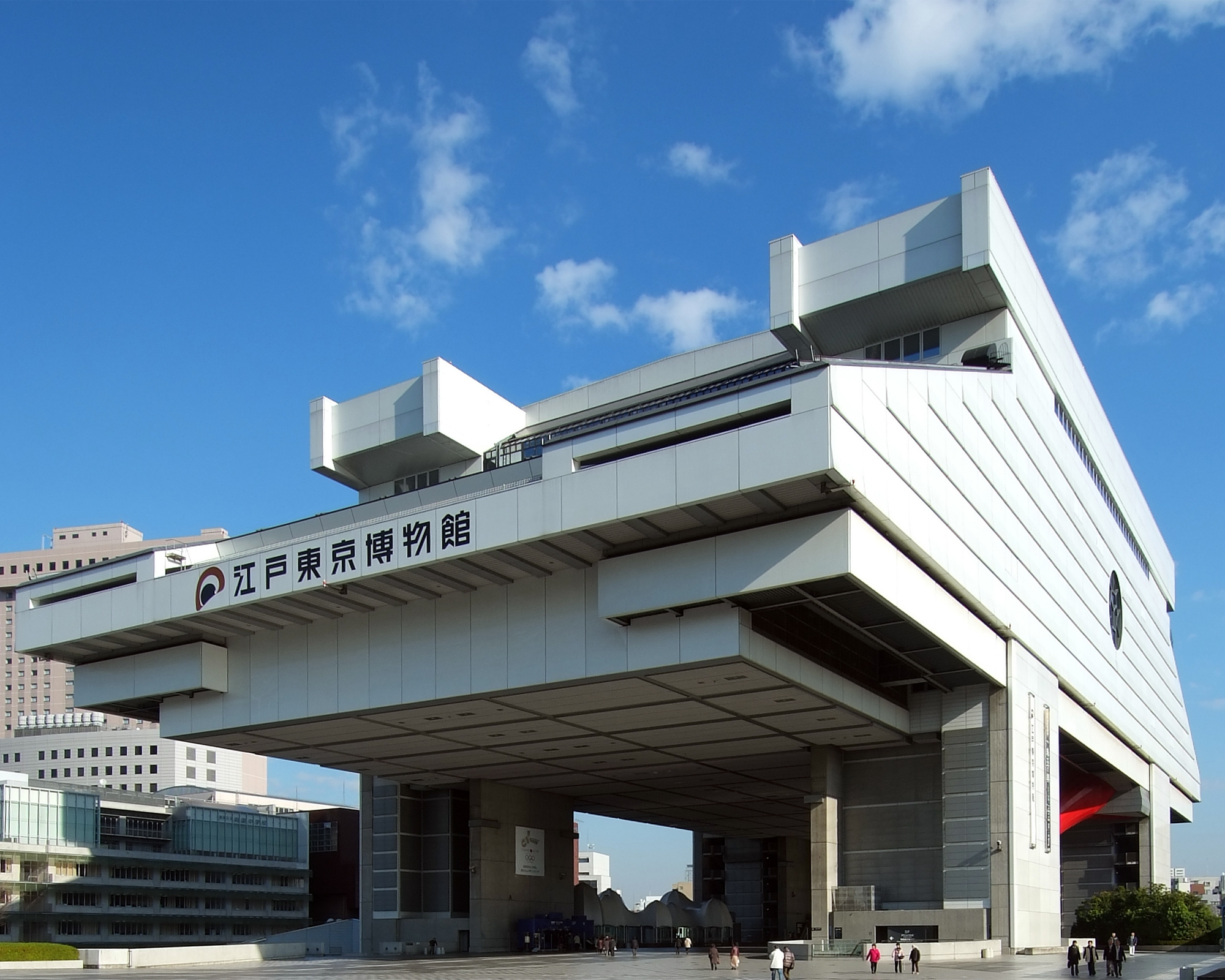
Музей Эдо-Токио, 1989

- 1963 — Административный центр Татэбаяси
- 1963 — Административное здание храма Идзумо
- 1966 — Отель Pacific, Тигасаки
- 1966 — Городской совет Мияконодзё
- 1970 — Башня Осака Expo,
- 1973 — Marine City (яп. 海上都市)
- 1976 — Башня Мацуми
- 1978 — Works and Method
- 1979 — Художественный музей Танабэ
- 1987 — Отель Сэйо Гиндза, Токио, 1987
- 1989 — Музей Эдо-Токио (яп. 江戸東京博物館)
- 1994 — Отель Софитель[англ.] Токио
- 1995 — Megastructure
- 1999 — Национальный мемориальный музей Сёва[англ.]
- 1999 — Художественный музей Симанэ
- 2005 — Национальный музей Кюсю

## Галерея

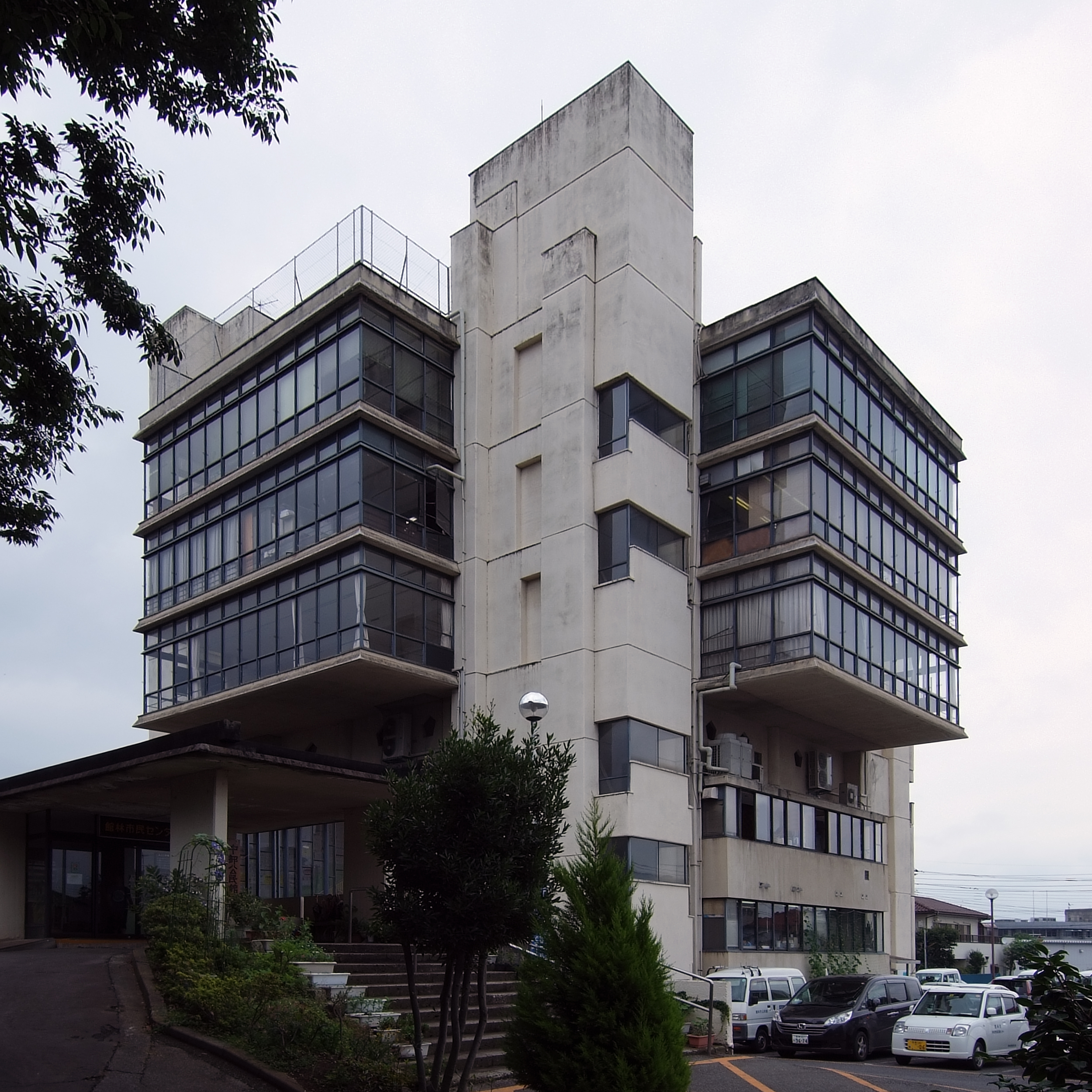
Административный центр Татэбаяси, 1963
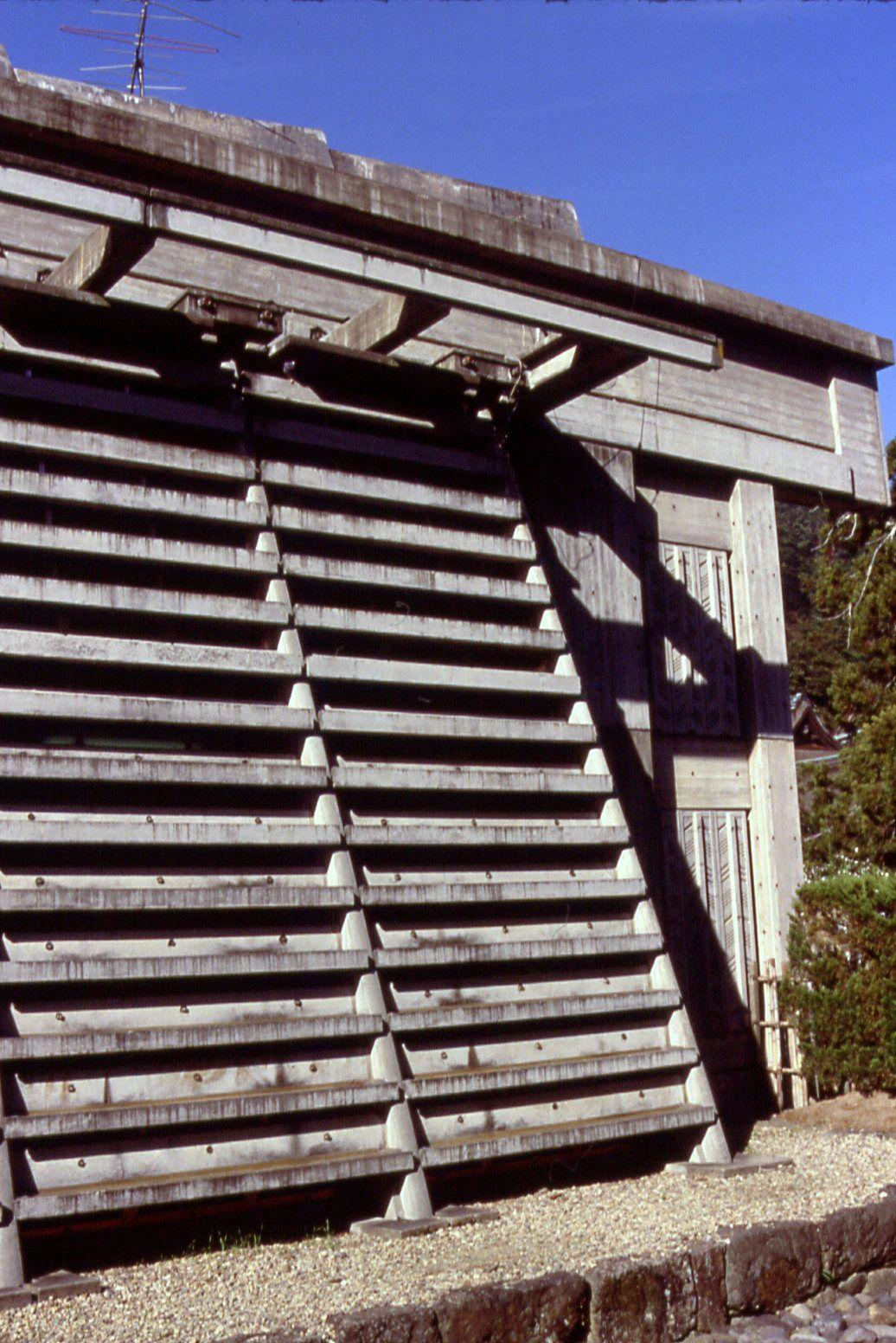
Административное здание Идзумо,  1963
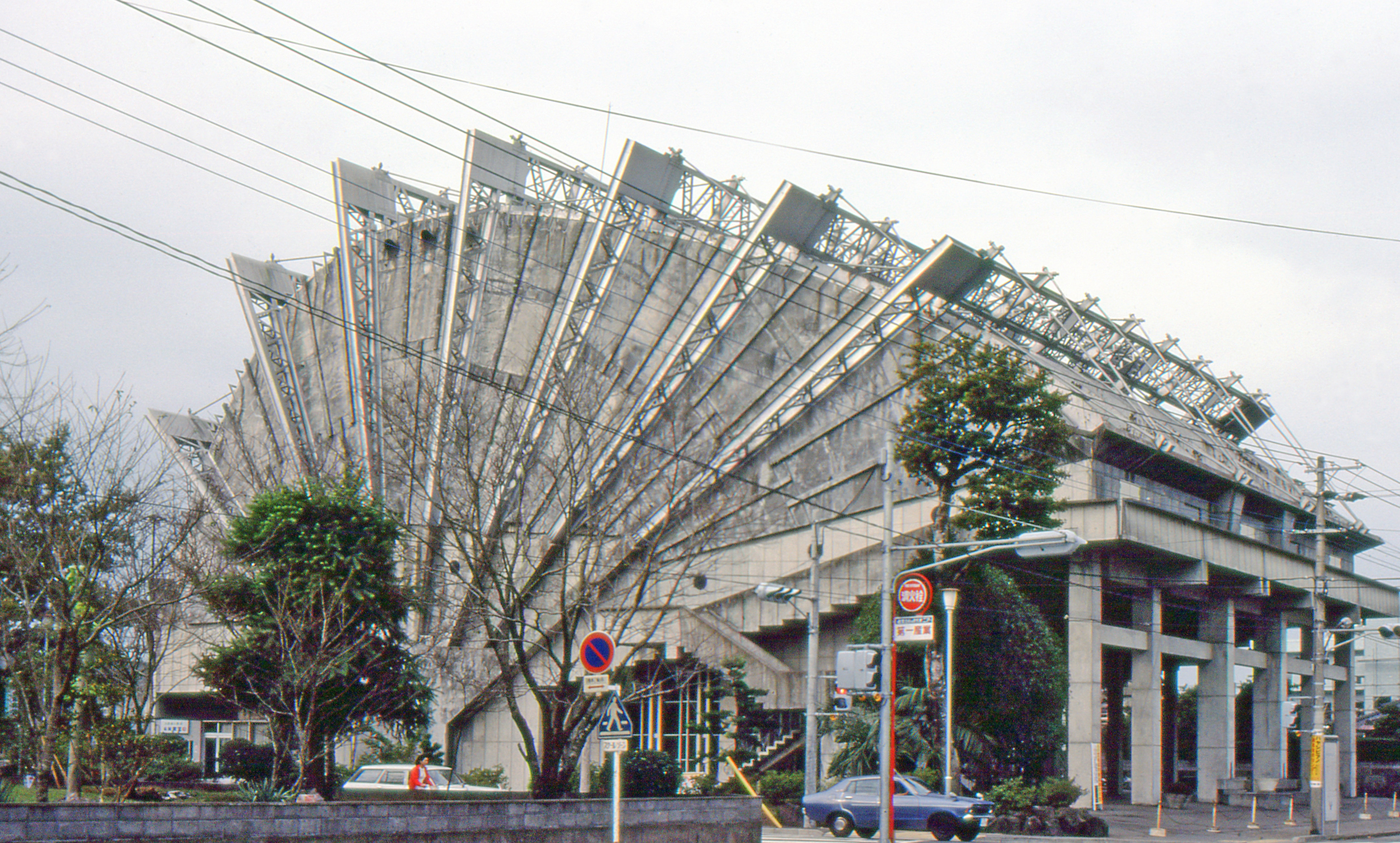
Городской совет Мияконодзё, 1966
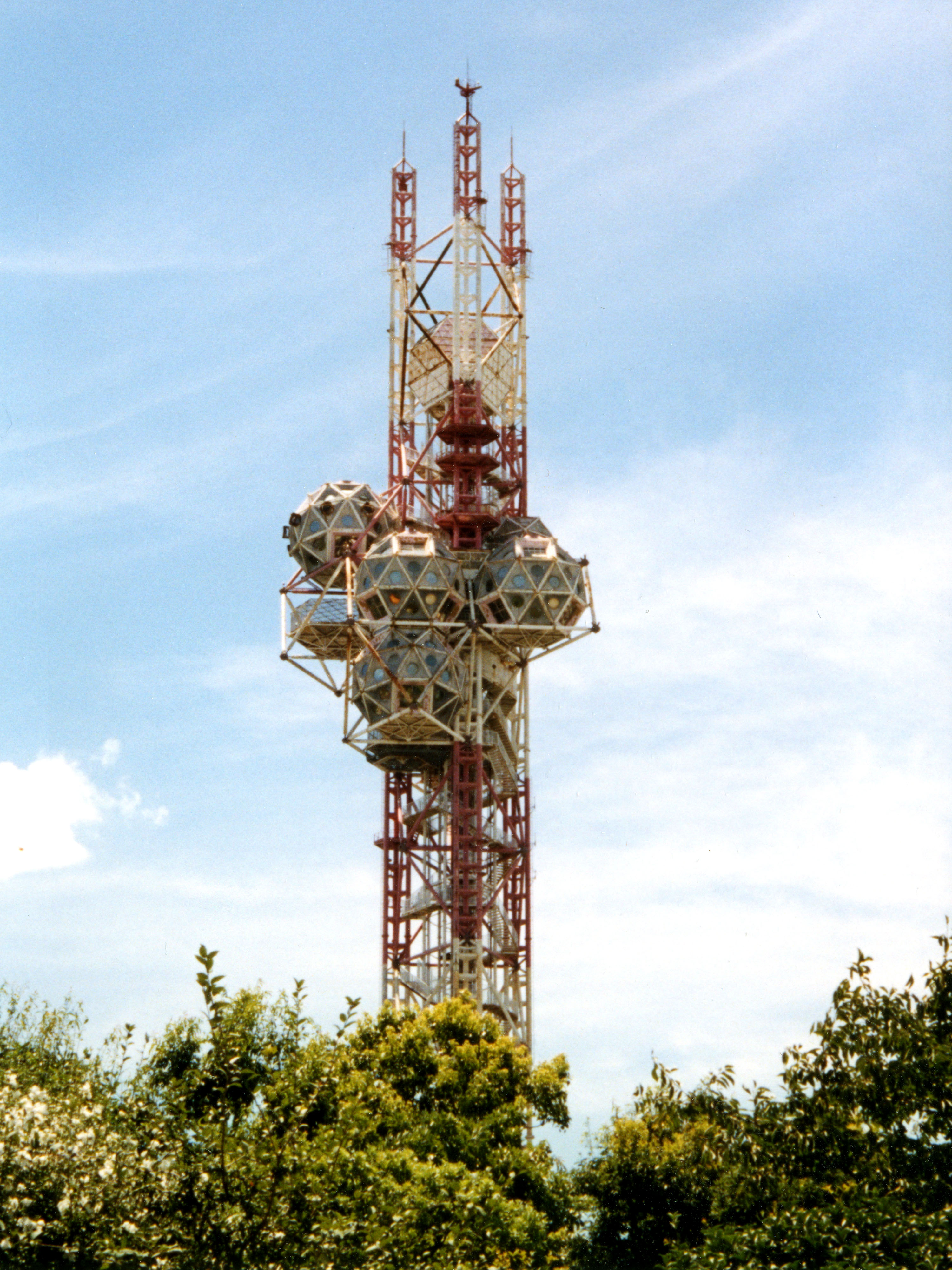
Башня Осака Expo, 1970
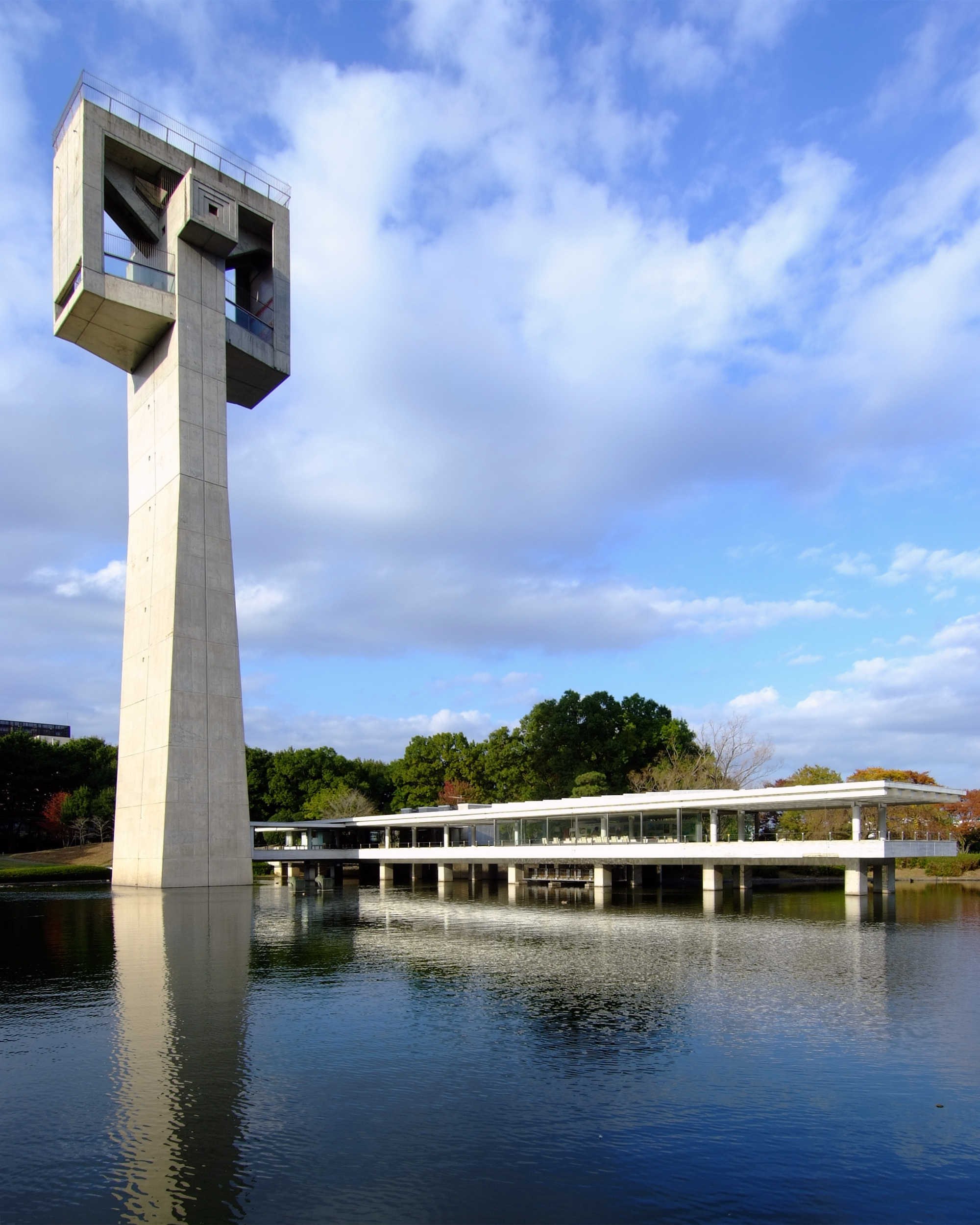
Башня Мацуми, 1976
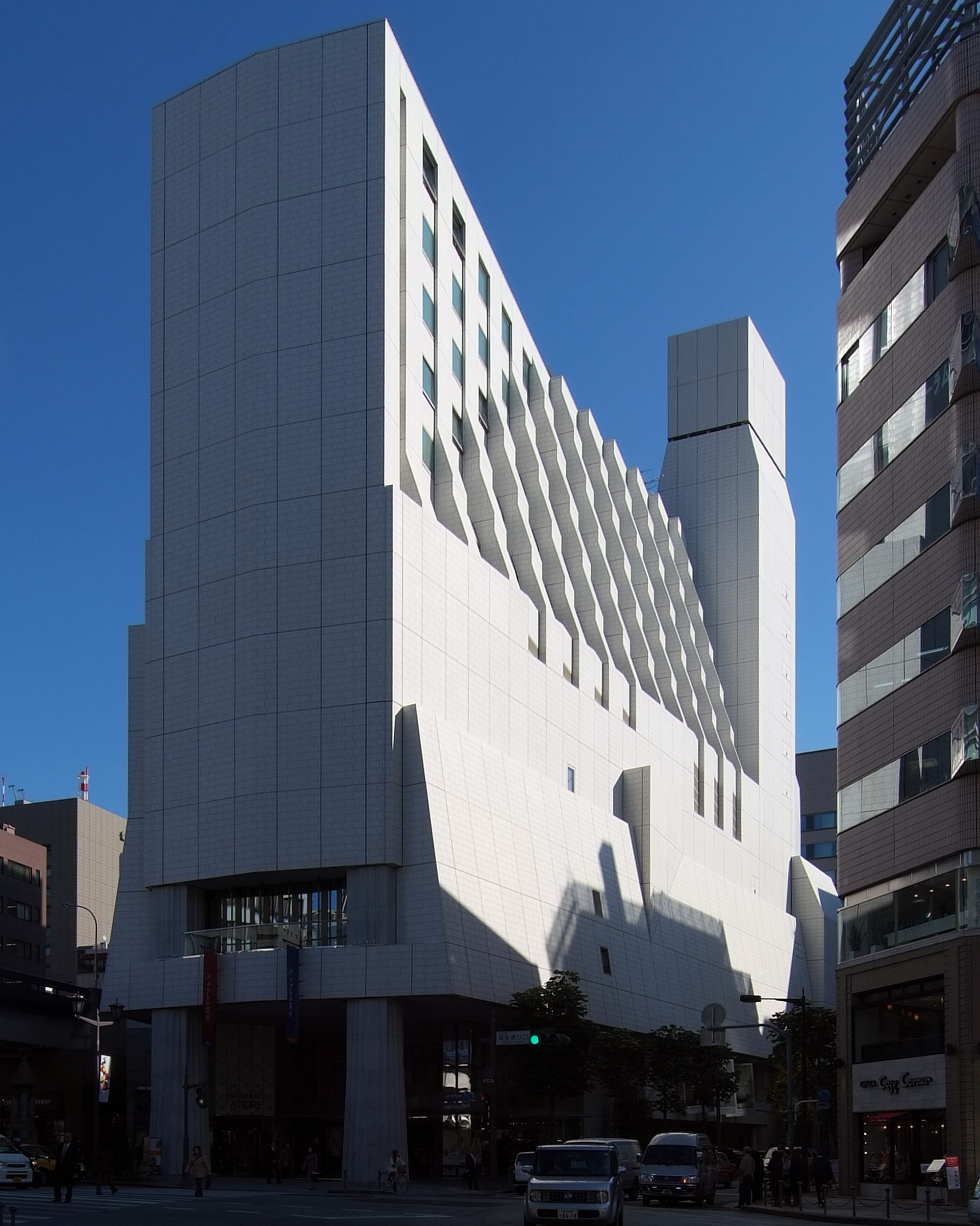
Отель Сэйо Гиндза, 1987
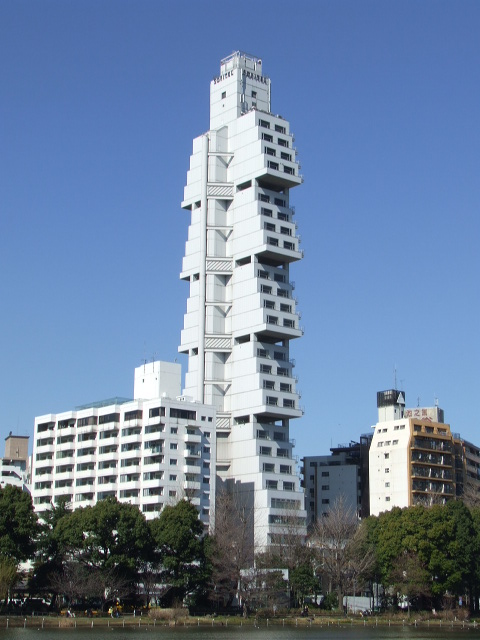
Отель Софитель[англ.] Токио, 1994
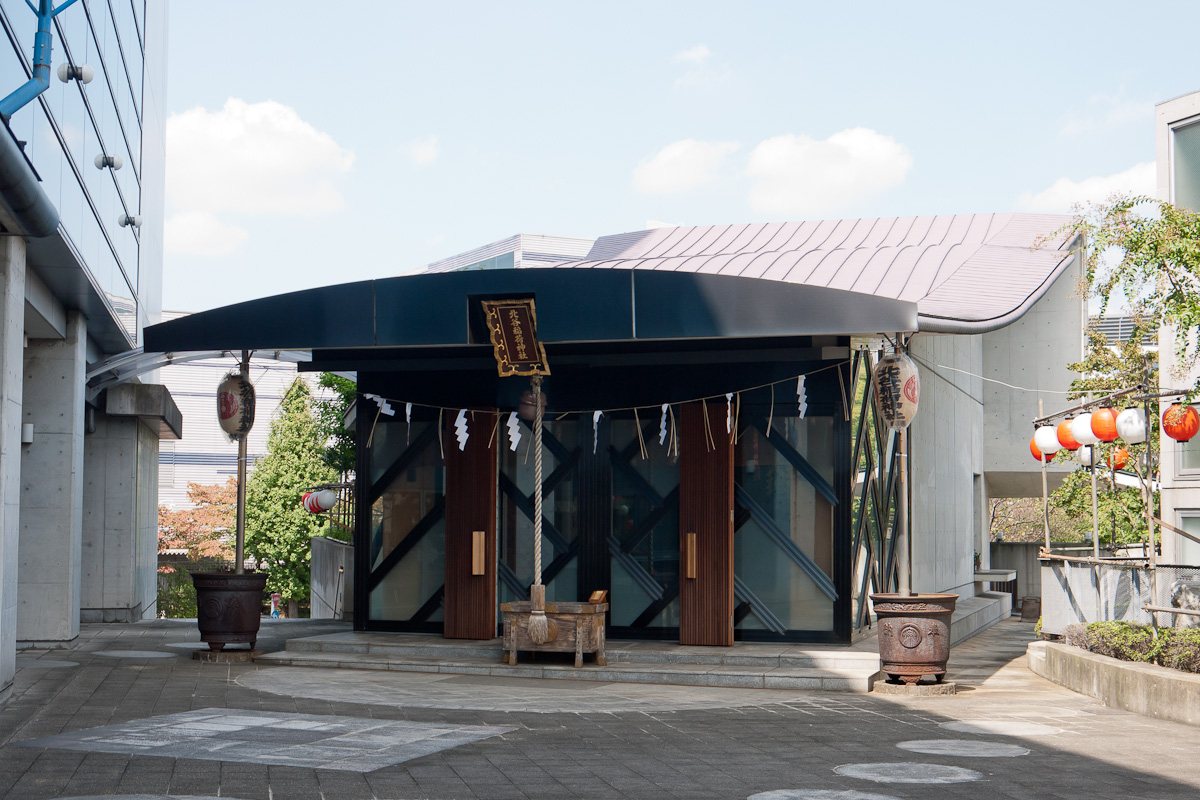
Усыпальница Китая Инари, 1997
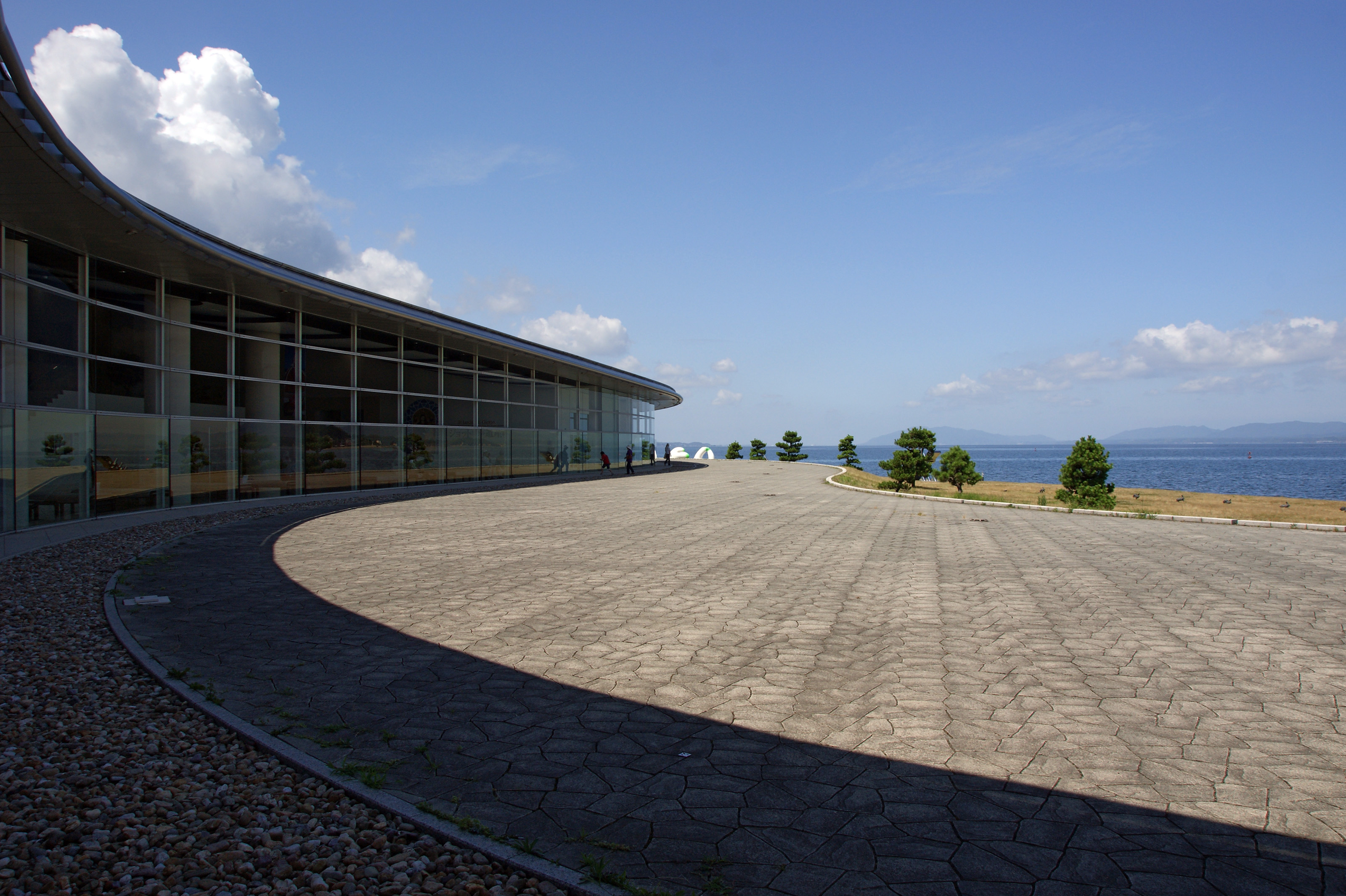
Музей искусств Симанэ, 1999
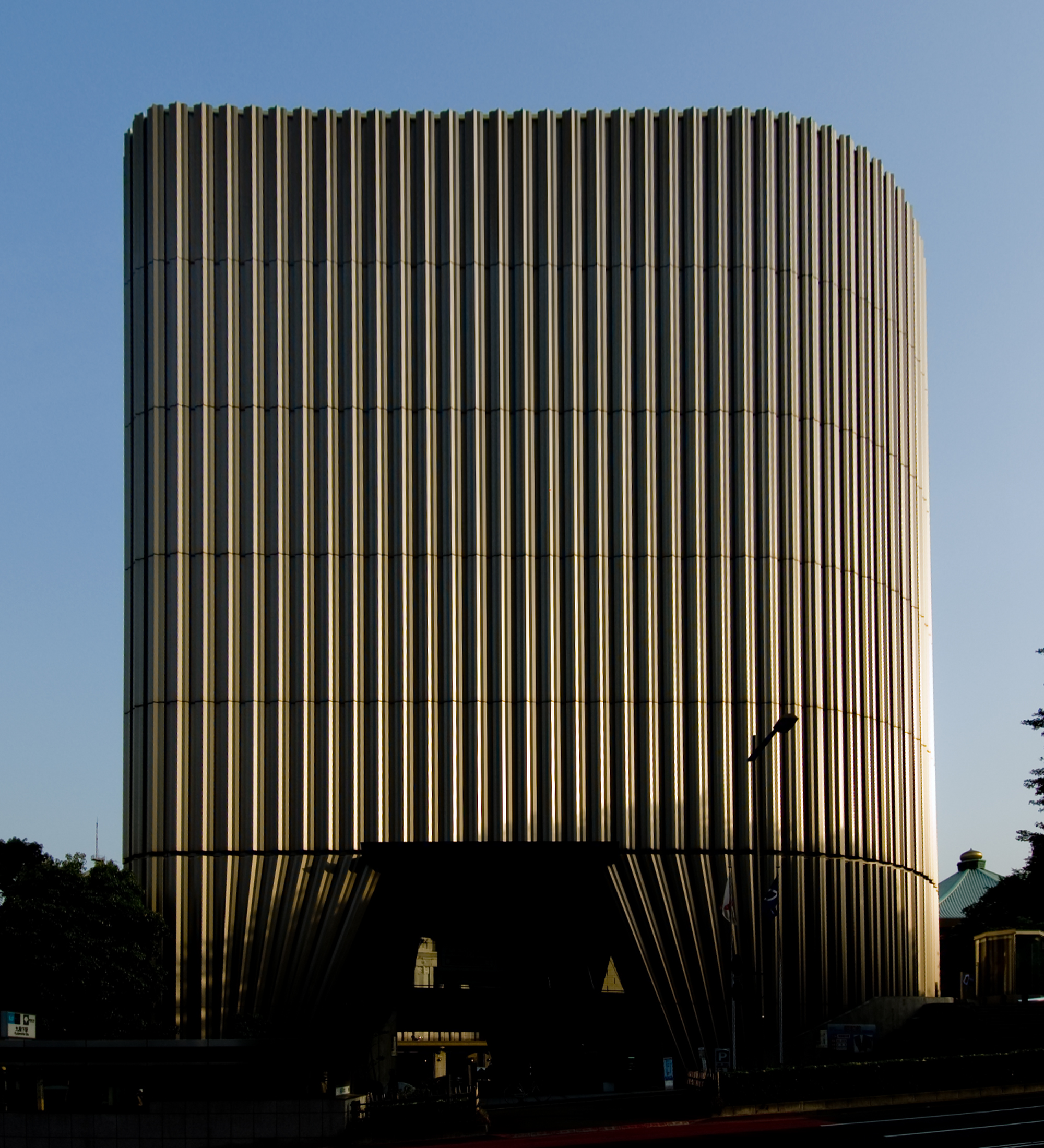
Национальный мемориальный музей Сёва[англ.], 1999